# Fionnula Flanagan

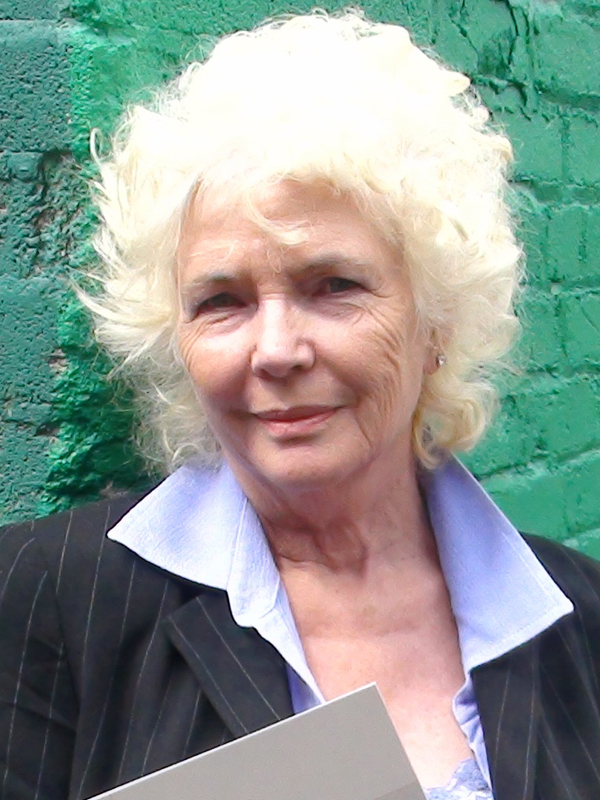
Fionnula Flanagan (2012)

Fionnghuala Manon „Fionnula“ Flanagan (* 10. Dezember 1941 in Dublin) ist eine irische Film- und Theaterschauspielerin.

## Biografie
Geboren und aufgewachsen in Dublin, erhielt Fionnula Flanagan ihre Theaterausbildung sowohl in Dublin als auch in der Schweiz. 1968 zog sie nach Los Angeles, wo sie den Psychiater Dr. Garrett O’Connor kennenlernte und 1972 heiratete. O’Connor brachte zwei Söhne in die Ehe.
1976 erhielt Flanagan einen Emmy-Award für ihre Rolle in der Fernsehproduktion Rich Man, Poor Man – Book I. 1985 erregte ihre Inszenierung des Theaterstücks Women von James Joyce als Einpersonenstück Aufmerksamkeit.
2001 war sie im Spielfilm The Others an der Seite von Nicole Kidman zu sehen. Eine andere bedeutende Rolle hatte sie 2005 in Transamerica.

## Filmografie (Auswahl)

### Spielfilme
- 1967: Ulysses
- 1976: In the Region of Ice (Kurzfilm)
- 1982: Die Zeitreise (Voyage From the Unknown, Pilotfilm)
- 1984: Die Ewoks – Karawane der Tapferen (The Ewok Adventure, Fernsehfilm)
- 1986: Bodycheck (Youngblood)
- 1996: Mütter & Söhne (Some Mother’s Son)
- 1998: Lang lebe Ned Devine! (Waking Ned)
- 2001: The Others
- 2002: Die göttlichen Geheimnisse der Ya-Ya-Schwestern (Divine Secrets of the Ya-Ya Sisterhood)
- 2003: Tränen der Sonne (Tears of the Sun)
- 2004: Blessed – Kinder des Teufels (Blessed)
- 2005: Transamerica
- 2005: Vier Brüder (Four Brothers)
- 2007: Slipstream
- 2008: Der Ja-Sager (Yes Man)
- 2009: Lügen macht erfinderisch (The Invention of Lying)
- 2011: Bulletproof Gangster (Kill the Irishman)
- 2011: The Guard – Ein Ire sieht schwarz (The Guard)
- 2014: Die Melodie des Meeres (Song of the Sea)
- 2019: Supervized
- 2019: Radioflash – Welt am Abgrund (Radioflash)
- 2023: Die Tribute von Panem – The Ballad of Songbirds and Snakes (The Hunger Games: The Ballad of Songbirds and Snakes)

### Fernsehserien
- 1967: Callan (Fernsehserie, eine Folge)
- 1972: Bonanza (eine Folge)
- 1972: Rauchende Colts (Gunsmoke, eine Folge)
- 1973: The New Perry Mason (eine Folge)
- 1976: Die Straßen von San Francisco (The Streets of San Francisco, eine Folge)
- 1976: Kojak – Einsatz in Manhattan (Kojak, eine Folge)
- 1976: Reich und Arm (Rich Man, Poor Man, eine Folge)
- 1983: Die Zeitreisenden (Voyagers!, eine Folge)
- 1984: Trio mit vier Fäusten (Riptide, eine Folge)
- 1984/1988: Simon & Simon (zwei Folgen)
- 1985: Cagney & Lacey (eine Folge)
- 1987/1993/1995: Mord ist ihr Hobby (Murder, She Wrote, vier Folgen)
- 1989: Hunter (eine Folge)
- 1989: Columbo: Selbstbildnis eines Mörders (Murder, a Self Portrait)
- 1990: Ein gesegnetes Team (Father Dowling Mysteries, eine Folge)
- 1993: Star Trek: Deep Space Nine (Folge 1x08: Der Fall “Dax”)
- 1993: Raumschiff Enterprise – Das nächste Jahrhundert (Star Trek: The Next Generation, Folge 7x10 Soongs Vermächtnis)
- 1994: Dr. Quinn – Ärztin aus Leidenschaft (Dr. Quinn, Medicine Woman, eine Folge)
- 1999: Chicago Hope – Endstation Hoffnung (Chicago Hope, eine Folge)
- 2002: Star Trek: Enterprise (Folge 1x23: Gefallene Heldin)
- 2003: Law & Order: New York (Law & Order: Special Victims Unit, eine Folge)
- 2004: Nip/Tuck – Schönheit hat ihren Preis (Nip/Tuck, eine Folge)
- 2005: Revelations – Die Offenbarung (Revelations, vier Folgen)
- 2006–2008: Brotherhood (Fernsehserie, 25 Folgen)
- 2007, 2009–2010: Lost (sieben Folgen)
- 2013: Defiance
- 2014–2016: Gortimer Gibbon – Mein Leben in der Normal Street (Gortimer Gibbon’s Life on Normal Street, vier Folgen)
- 2017: American Gods (eine Folge)
- 2018: Law & Order: Special Victims Unit (eine Folge)

## Auszeichnungen
- 1 Saturn Award für The Others
- 2 Emmy-Nominierungen, davon einmal ausgezeichnet
- 1 Golden Satellite Award für The Others
- 1 Screen-Actors-Guild-Award-Nominierung für Lang Lebe Ned Devine!